# Przymiarki (Beskid Niski)

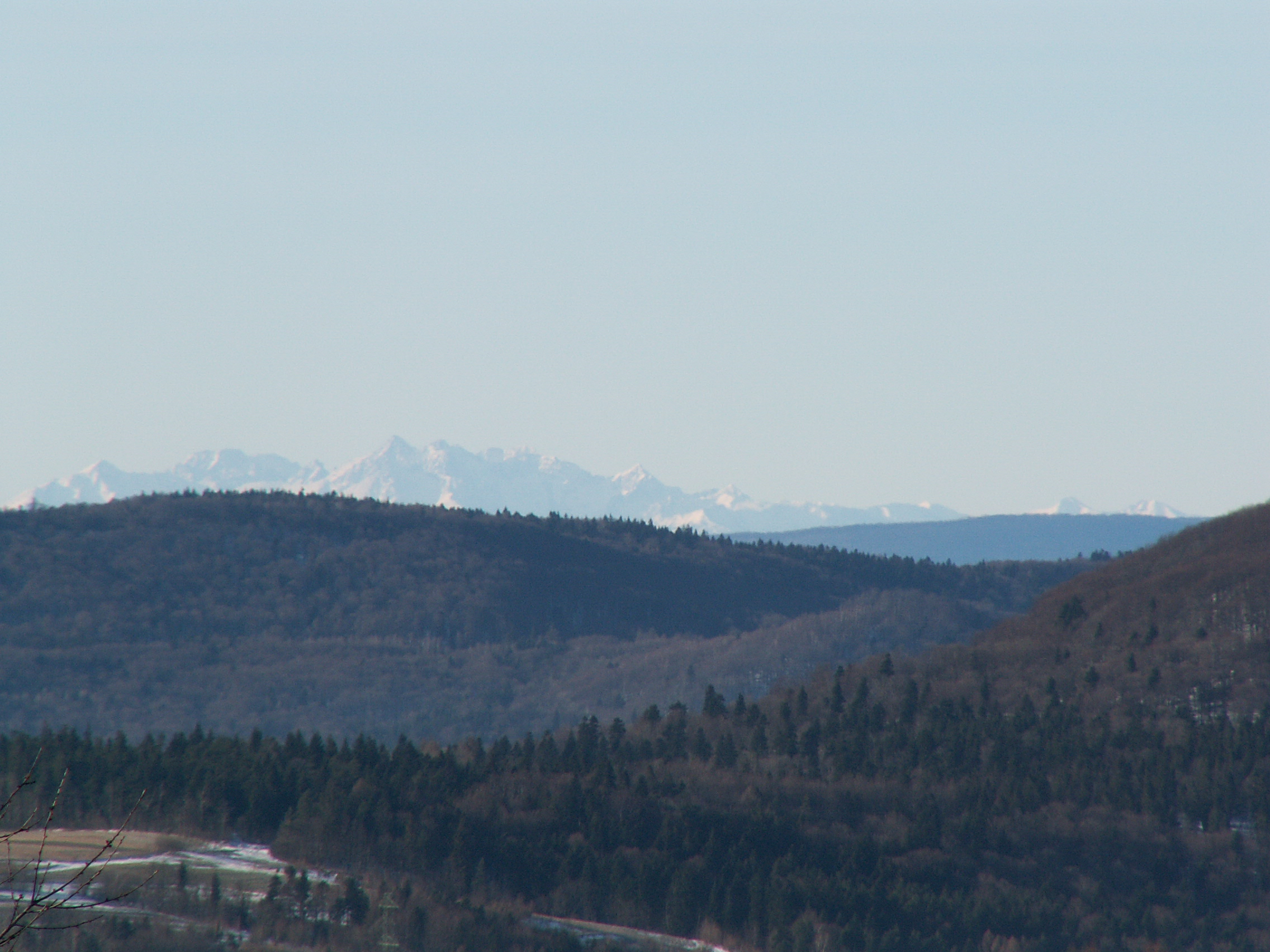
Widok z Przymiarek na Tatry

Przymiarki – grzbiet górski w Beskidzie Niskim, w paśmie Wzgórz Rymanowskich.
Grzbiet położony jest na wschód od górnej części Lubatowej i na zachód od Rymanowa-Zdroju. Południowe stoki schodzą do Bałucianki, północne do pól nieistniejącej wsi Wólka. Grzbiet ma trzy kulminacje. Zachodnia, niższa to Uhliska zwana też Wólecką Górą – 611 m n.p.m., wschodnia, wyższa Kopa – 640 m n.p.m. Sam wierzchołek Kopy zwany jest Patryją od istniejącej tam kiedyś wieży triangulacyjnej. Kopa i Uhliska są częściowo zalesione. Nazwą Przymiarki określa się również wzniesienie o wysokości 628 m n.p.m. położone w środkowej części grzbietu, na którym znajduje się punkt widokowy (626 m n.p.m.). Z tego miejsca rozpościera się panorama na Pogórze Strzyżowskie, Pogórze Dynowskie, Doły Jasielsko-Sanockie, Bieszczady, pasma Beskidu Niskiego - Pasmo graniczne, Gniazdo Jawornika, Wzgórza Rymanowskie, Beskid Dukielski. Przy bardzo dobrej widoczności, nieco na lewo od Cergowej, dostrzec można Tatry. Ze względu na położenie grzbiet stanowi cel częstych wycieczek z uzdrowisk Iwonicza-Zdroju i Rymanowa-Zdroju. Ze stoków Przymiarek wypływa Iwonicki Potok.

## Turystyka
Ścieżki spacerowe:
- Iwonicz-Zdrój – Rymanów-Zdrój (przez Przymiarki). Czas przejścia 2,5 godziny.

Szlaki rowerowe:
- Szlak Między Zdrojami – 24 km. Pętla: Iwonicz-Zdrój, Klimkówka, Rymanów, Rymanów-Zdrój, Bałucianka i powrót do Iwonicza-Zdroju.